# 第三十五届超级碗
第三十五届超级碗（Super Bowl XXXV）是美国国家橄榄球联盟2000赛季的总决赛，由美联冠军巴尔的摩乌鸦队对阵国联冠军纽约巨人队。比赛于2001年1月28日在坦帕的雷蒙詹姆斯體育場举行。
最终，巴尔的摩乌鸦队以34-7战胜纽约巨人队，第一次夺得超级碗冠军。线卫雷·刘易斯获得最有价值球员称号。